# تشارلز بويل (لاعب كرة قدم أمريكية)
تشارلز بويل (بالإنجليزية: Charles Buell)‏ هو لاعب كرة قدم أمريكية أمريكي، ولد في 21 يناير 1900 في هارتفورد في الولايات المتحدة، وتوفي في 14 يونيو 1964 في كونكورد في الولايات المتحدة.